# Hiei (1912)
Hiei (jap. 比叡 Hiei) – krążownik liniowy Japońskiej Marynarki Wojennej, od 1940 klasyfikowany jako szybki pancernik, należący do typu Kongō, w służbie podczas I i II wojny światowej. Zatopiony został po I bitwie pod Guadalcanalem 13 listopada 1942. Nazwa pochodzi od góry usytuowanej na północny wschód od Kioto, gdzie znajdują się grobowce władców japońskich.

## Budowa
„Hiei” zbudowany został jako drugi okręt typu Kongō, a pierwszy zbudowany w Japonii (w stoczni Marynarki Wojennej w Yokosuka). Przy jego budowie jeszcze około 30% materiałów i mechanizmów było importowanych z Wielkiej Brytanii. Budowę rozpoczęto 4 listopada 1911, okręt wodowano 21 listopada 1912, wszedł do służby 4 sierpnia 1914.

## Modernizacje
Wkrótce po wejściu do służby pierwszy z trzech kominów podwyższono w celu zmniejszenia zadymiania nadbudówki. Po I wojnie światowej, w połowie lat 20. „Hiei” został zmodernizowany po raz pierwszy, podobnie jak inne okręty typu. Zwiększono donośność dział do 29 000 m przez zwiększenie kąta ich podniesienia z 25° do 33° oraz rozbudowano znacznie wzwyż nadbudówkę dziobową, wokół trójnożnego masztu, która przyjęła charakterystyczną dla japońskich modernizowanych pancerników formę wysokiej wieży o nieregularnym kształcie (tzw. „pagody”). Pierwszy komin wyposażono w odchylacz dymu na szczycie.

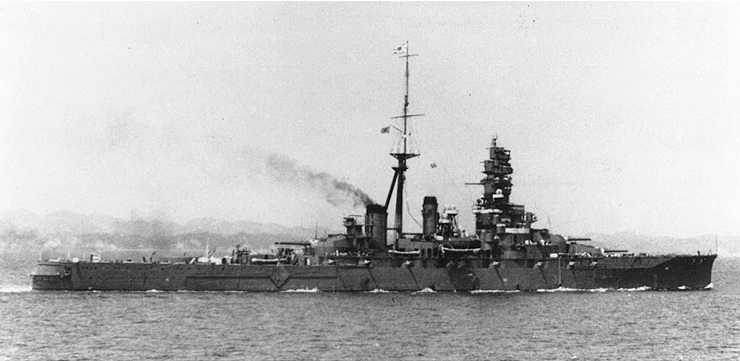
„Hiei” jako okręt szkolny w latach 30. (widoczne brak rufowej wieży i cieńszy komin)

Z powodu konieczności ograniczenia liczby pancerników do 9, spowodowanej przez podpisanie przez Japonię traktatu londyńskiego w 1930, „Hiei” przebudowano zgodnie z traktatem na szkolny okręt artyleryjski. Wymagało to zdjęcia z niego ostatniej rufowej wieży artylerii głównej oraz burtowego pasa pancernego. Usunięto ponadto część dział 152 mm. Zdemontowano też 25 z 36 kotłów, zmniejszając moc siłowni z 64 000 do jedynie 13 800 KM, co spowodowało spadek prędkości do 18 węzłów i zmniejszenie ilości kominów z 3 do 2. Wszystkie te zmiany spowodowały zmniejszenie wyporności do 19 500 t i zanurzenia do 6,3 m. Przebudowa trwała od 1929 do 1 stycznia 1933 w Kure, po czym okręt przeklasyfikowano na pancernik szkolny.
W związku z wystąpieniem Japonii z traktatu londyńskiego z końcem 1934, przywrócono „Hiei” do roli pełnowartościowego pancernika, doprowadzając go w toku remontu w Kure pomiędzy 1937 a 1940 do standardu pozostałych okrętów typu Kongō, które do tego czasu podlegały dwóm rekonstrukcjom. Starą siłownię zamieniono na nowoczesną, o dwukrotnie większej mocy w stosunku do stanu poprzedniego, a dziesięciokrotnie w stosunku do „Hiei” jako okrętu szkolnego – 136 000 KM. W celu zwiększenia prędkości zoptymalizowano też kształt kadłuba, wydłużając rufę o 7,6 m. Działania te spowodowały przyrost prędkości do 29,7 w (nieco mniej od pozostałych). Na „Hiei” zamontowano zdjęty uprzednio pancerz, a nadto wzmocniono opancerzenie dodając ok. 4000 ton pancerza, głównie zwiększając grubość pokładu pancernego, dachów wież i barbet. W celu zwiększenia odporności przeciw wybuchom podwodnym, dodano na burtach dodatkowe przedziały przeciwtorpedowe („bąble”), zwiększające szerokość okrętu. Zwiększono kąt podniesienia dział do 43°, przez co donośność ich wzrosła do 33 000 m. Okręt wyposażono w katapultę dla wodnosamolotów rozpoznawczych pomiędzy rufowymi wieżami artylerii i wzmocniono uzbrojenie przeciwlotnicze, zamieniając działa 76 mm na cztery podwójne stanowiska dział uniwersalnych 127 mm i 10 podwójnie sprzężonych działek 25 mm. Zwiększono również z 15° do 30° kąt podniesienia oraz donośność dział artylerii średniej, umieszczonych w kazamatach, zmniejszając przy tym ich liczbę do 14. Dalszej rozbudowie uległa dziobowa nadbudówka, w formie wysokiej wieży, która stała się nieco odmienna od trzech pozostałych okrętów (bardziej wysmukła i mniej rozbudowana u podstawy; stanowiła pierwowzór dla nadbudówki projektowanej dla pancerników typu Yamato). Od 31 stycznia 1940 „Hiei” ponownie wszedł do służby, klasyfikowany jako szybki pancernik.

## Służba

### Przed II wojną światową
8 sierpnia 1914 „Hiei” został przydzielony do 3. dywizjonu pancerników Pierwszej Floty, bazując głównie w Sasebo. Po przystąpieniu Japonii do I wojny światowej po stronie ententy, „Hiei” operował na wodach Chin, bez akcji bojowych. 1 grudnia 1920 został przydzielony do 2. dywizjonu pancerników Pierwszej Floty, a 1 grudnia 1922 do 4. dywizjonu pancerników Drugiej Floty. W okresie międzywojennym brak było ciekawszych epizodów w służbie. Między 1933 a 1936 służył on jako okręt szkolny.
11 października 1940 z pokładu „Hiei” cesarz Hirohito dokonał przeglądu floty podczas rewii floty w Zatoce Tokijskiej. Od listopada 1940 przydzielony był do 3. dywizjonu pancerników, dowodzonego od września 1941 przez wiceadmirała Gun’ichi Mikawę.

### II wojna światowa
Po przystąpieniu Japonii do II wojny światowej, „Hiei” używany był początkowo we wszystkich głównych operacjach ofensywnych floty japońskiej jako ochrona lotniskowców, razem z innymi pancernikami typu Kongō, przede wszystkim z „Kirishima”, tworząc z nią sekcję 3. dywizjonu. Nie brał jednak bezpośredniego udziału w walkach prowadzonych przez lotnictwo.
W grudniu 1941 uczestniczył z „Kirishimą” w eskorcie lotniskowców podczas otwierającego wojnę na Pacyfiku ataku na Pearl Harbor. W połowie stycznia 1942 przebazowany do Truk, osłaniał z „Kirishimą” zajęcie Rabaulu i Kaviengu. Od 1 do 4 lutego 1942 uczestniczył w bezskutecznym poszukiwaniu amerykańskiego zespołu lotniskowców. 19 lutego osłaniał lotniskowce atakujące Port Darwin, a pod koniec lutego osłaniał lotniskowce na Morzu Jawajskim, atakujące cele na Jawie. 1 marca 1942 ostrzelał z „Kirishimą” amerykański niszczyciel USS „Edsall”, trafiając go jednym pociskiem 356 mm (został on później zatopiony przez lotnictwo i krążownik „Chikuma”).
Od 26 marca do kwietnia 1942 „Hiei” uczestniczył z całym 3. dywizjonem pancerników w osłonie lotniskowców podczas rajdu na Ocean Indyjski. W czerwcu brał udział wraz z „Kongō” w osłonie inwazji na Aleuty, dokonywanej równocześnie z bitwą pod Midway.

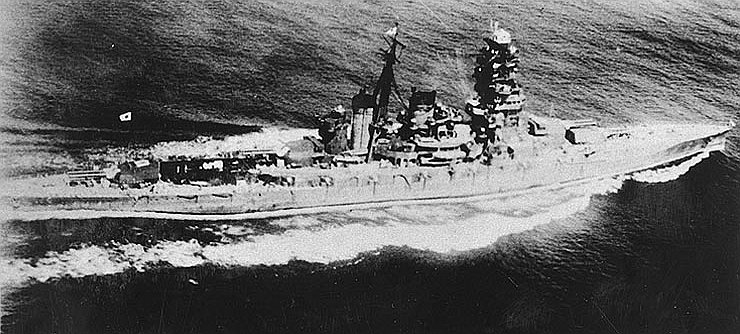
„Hiei” w lipcu 1942

14 lipca 1942 „Hiei” i „Kirishima” przydzielono do 11. dywizjonu pancerników kontradmirała Hiroaki Abe w składzie Trzeciej Floty, działającej w rejonie Wysp Salomona („Hiei” stał się okrętem flagowym dywizjonu). 24 sierpnia osłaniały one lotniskowce podczas bitwy koło wschodnich Salomonów. W dniach 14 i 15 października osłaniały pancerniki „Kongo” i „Haruna” oraz krążowniki bombardujące Guadalcanal. 26 października „Hiei” i „Kirishima” osłaniały lotniskowce podczas bitwy koło wysp Santa Cruz.

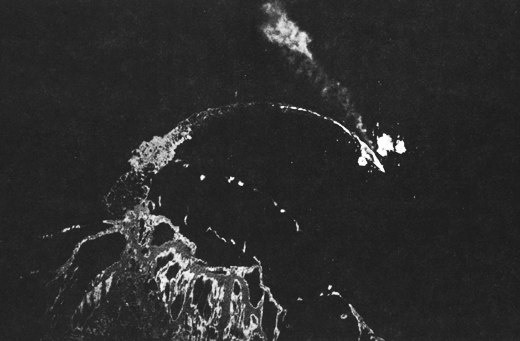
„Hiei” pod bombami 13 listopada 1942

10 listopada 1942 „Hiei” wraz z „Kirishimą” wypłynął z Shortland w misję bombardowania lotniska amerykańskiego na Guadalcanalu, w wyniku czego doszło do bitwy pod Guadalcanalem z amerykańskimi okrętami, z 12 na 13 listopada 1942. „Hiei” był okrętem flagowym dowódcy japońskiego zespołu, wiceadmirała Hiroaki Abe. W toku nocnej bitwy na małej odległości, „Hiei” przyczynił się do zatopienia krążownika USS „Atlanta” i kilku niszczycieli amerykańskich oraz uszkodził kilka dalszych okrętów. Został równocześnie także uszkodzony artylerią amerykańskich ciężkich krążowników USS „San Francisco” i „Portland”, lekkich krążowników i niszczycieli, otrzymując około 28-38 trafień pociskami 203 mm i 70-74 pociskami 127 mm z małej odległości. Wprawdzie nie zagroziły one pływalności ani ruchowi okrętu, nie przebijając pancerza, lecz wywołały liczne pożary w nadbudówkach, a przede wszystkim spowodowały utratę sterowności na skutek zalania pomieszczenia maszyny sterowej na rufie. Około godz. 2 wiceadmirał Abe wycofał „Hiei” z bitwy. 13 listopada 1942 w dzień „Hiei” znajdował się kilka mil morskich na północny zachód od wysepki Savo, a jego załoga walczyła o usunięcie uszkodzeń i wycofanie okrętu, lecz wysiłki te były utrudnione z powodu zacięcia się steru na prawo i cyrkulacji okrętu. Wiceadmirał Abe przeniósł swój sztab na niszczyciel „Yukikaze”, lecz dowódca „Hiei” sprzeciwił się rozkazowi osadzenia pancernika na brzegu Guadalcanalu. Z nadejściem dnia plany uratowania okrętu zostały udaremnione przez liczne ataki amerykańskich samolotów torpedowych i bombowych SBD Dauntless z Guadalcanalu i lotniskowca USS „Enterprise” oraz bombowców B-17 z Espiritu Santo, które poważnie uszkodziły „Hiei” kilkoma bombami i 4 torpedami.
Wobec dalszych uszkodzeń i niemożności ewakuacji „Hiei”, około godz. 18 wiceadmirał Abe rozkazał opuścić okręt i dobić go. Mimo odwołania rozkazu zatopienia okrętu o 18.38 przez samego admirała Yamamoto, w zamiarze odciągania przez niego uwagi Amerykanów od kolejnego konwoju z posiłkami na Guadalcanal, „Hiei” być może został dobity (według różnych wersji, otwarto zawory denne lub został dobity torpedami przez niszczyciel „Shigure”) i po czym po pewnym czasie zatonął. Okręt pozostawiono tonący w rejonie pozycji 09°05′00″S 159°42′00″E/-9,083333 159,700000 – dokładna pozycja zatonięcia jest nieznana. Wrak odnaleziono 6 lutego 2019 w pobliżu Wysp Salomona. Zginęło 188 członków załogi, reszta została uratowana przez niszczyciele.
Dowódcy:
I wojna światowa:
- kmdr por. Shichitarô Takagi: 4 sierpnia 1914
- kmdr por. Hiroharu Katô: 13 grudnia 1915
- kmdr por. Terufusa Hori: 1 grudnia 1916
- kmdr por. Shôzô Kuwashima: 1 grudnia 1917 – 1 grudnia 1918

II wojna światowa:
- kmdr por. Kōsō Abe: 15 listopada 1939
- kmdr por. Kaoru Arima: 15 października 1940
- kmdr por. Masao Nishida: 10 września 1941 – 13 listopada 1942

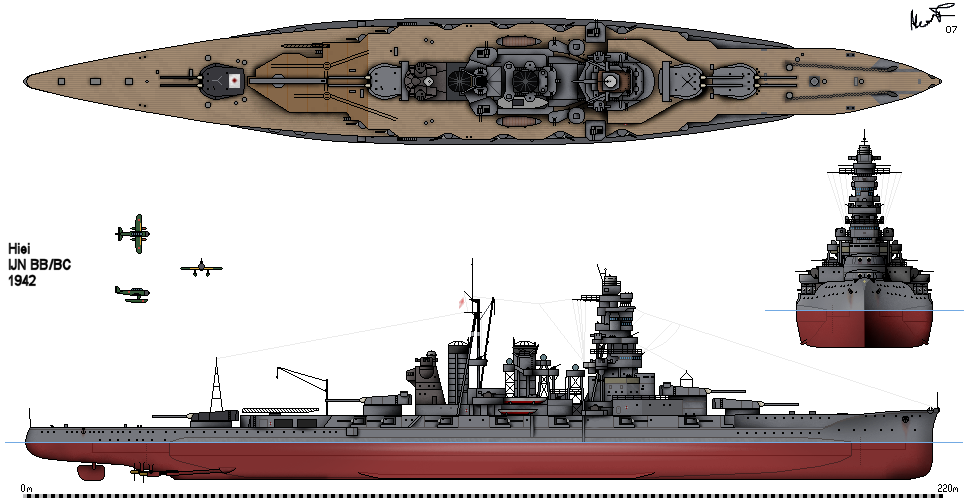
Rysunek „Hiei” w 1942

## Dane techniczne
po zbudowaniu:
- wyporność:
  - standardowa: 26 330 t
  - pełna: 28 700 t
- wymiary:
  - długość: 214,9 m
  - szerokość: 28 m
  - zanurzenie: 8,4 m
- napęd: 4 turbiny parowe o mocy łącznej 64 000 KM, 36 kotłów parowych o mieszanym opalaniu, 4 śruby
- prędkość maksymalna: 27,5 w
- zasięg: 8000 mil morskich przy prędkości 14 w
- zapas paliwa: 4230 t (węgiel) i 1000 t (ropa)
- załoga: 1221

po modernizacji w 1940:
- wyporność:
  - standardowa: 32 350 t
  - pełna: 38 900 t
- wymiary:
  - długość: 222 m
  - szerokość: 29,3 m
  - zanurzenie: 9,7 m
- napęd: 4 turbiny parowe o mocy łącznej 136 000 KM, 11 kotłów parowych, 4 śruby
- prędkość maksymalna: 29,7 w[1]
- zasięg: 10 000 mil morskich przy prędkości 18 w
- zapas paliwa: 6330 t. (mazut)
- załoga: 1437

Uzbrojenie i wyposażenie:
po wejściu do służby:
- 8 dział kalibru 356 mm w wieżach dwudziałowych (4xII)
  - długość lufy L/45 (45 kalibrów), donośność maksymalna? m, kąt podniesienia 25°, masa pocisku 635 kg.
- 16 dział 152 mm w kazamatach (16xI)
- 4-8 dział przeciwlotniczych 80 mm (dodane ok. 1918)
- 8 podwodnych wyrzutni torpedowych 533 mm

po modernizacji w 1940:
- 8 dział 356 mm w wieżach dwudziałowych (4xII)
  - długość lufy L/45, donośność maksymalna 33 000 m (inne dane: 35 450 m), kąt podniesienia 43°, masa pocisku 622–673,5 kg.
- 14 dział 152 mm w kazamatach (14xI)
- 8 dział uniwersalnych 127 mm (4xII)
- 20 działek przeciwlotniczych 25 mm Typ 96 (10xII)
- 3 wodnosamoloty Nakajima E8N i Kawanishi E7K (późn. Aichi E13A?), katapulta

Opancerzenie:
- pas burtowy: 203 – 76 mm
- wewnętrzny pokład pancerny: 120 – 80 mm (po modernizacji)
- wieże i barbety: do 229 mm
- kazamaty: 152 mm
- masa pancerza: 10 732 t. (po modernizacji)